# Orienttalgoxe
Orienttalgoxe (Parus monticolus) är en asiatisk fågel i familjen mesar inom ordningen tättingar, nära släkt med talgoxen.

## Kännetecken

### Utseende
Orienttalgoxen är en 12,5 cm lång mes, nära släkt med och mycket lik talgoxen med svart hjässa och haklapp och vit kind samt ett svart längsgående på bukens mitt. I färgerna är den mer lik europeiska talgoxar än geografiskt närmare grå talgoxe (ofta inkluderad i talgoxen), med olivgrön ovansida och gul undersida. Karakteristiskt är dock dubbla vingband. Populationen i södra Vietnam har mycket brett band på buken så att nästan hela undersida är svart.

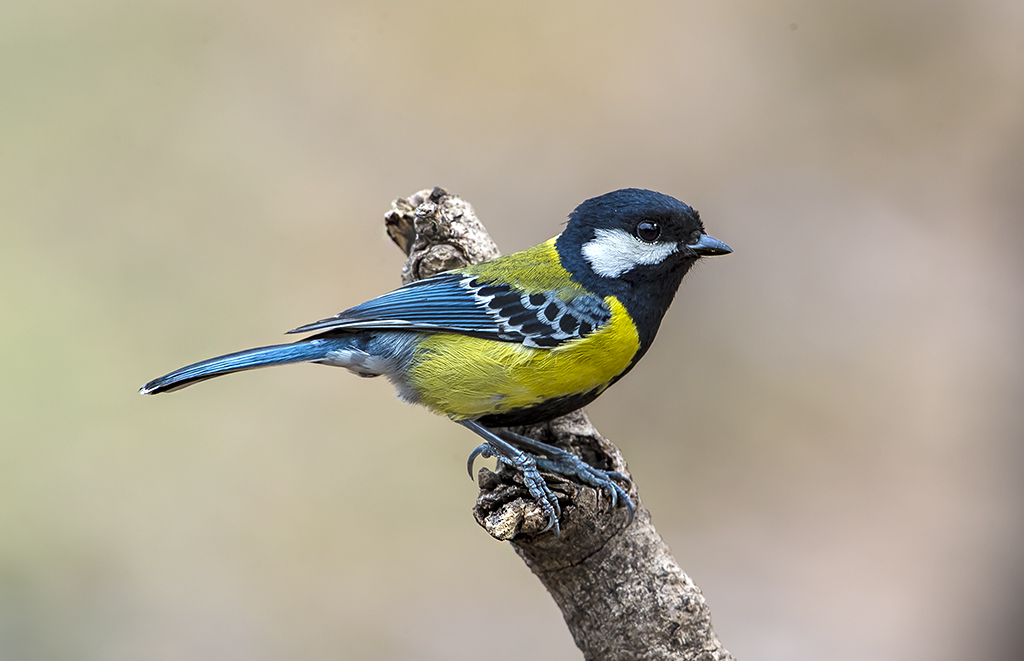
Orienttalgoxe i Uttarakhand, Indien.

### Läten
Lätena är mycket lika talgoxens men är generellt gällare, ljudligare och klarare. I engelsk litteratur återges de som snabba och tunna "si-si-si-si-si-li", hårda "shick-shick-shick" och tretonigt "te-te-whee". Sången är mycket varierad.

## Utbredning och systematik
Orienttalgoxe delas in i fyra underarter med följande utbredning:
- Parus monticolus monticolus – västra Himalaya till västra Nepal och sydöstra Tibet
- Parus monticolus yunnanensis – östra Himalaya till nordöstra Indien, Myanmar, västra Kina och nordvästra Vietnam
- Parus monticolus legendrei – södra Vietnam (Da Lat Plateau)
- Parus monticolus insperatus – bergsskogar på Taiwan

Orienttalgoxen är närbesläktad med talgoxen, grå talgoxen och östlig talgoxe, alla tre ofta behandlade som en och samma art.

## Levnadssätt
Orienttalgoxen häckar i bergsbelägna tempererade eller subtropiska skogsområden upp till knappt 4000 meters höjd. Födan är dåligt känd, men omfattar små ryggradslösa djur och deras larver, blomknoppe, frukt, bär och frön. Fågeln häckar mellan februari och juli, på Taiwan möjligen året runt. Den lägger endast en kull per säsong. Arten är huvudsakligen stannfågel eller höjdledsflyttare.

## Status och hot
Arten har ett stort utbredningsområde, men tros minska i antal, dock inte tillräckligt kraftigt för att den ska betraktas som hotad. Internationella naturvårdsunionen IUCN listar arten som livskraftig (LC). Världspopulationen har inte uppskattats men den beskrivs som ganska vanlig eller vanlig.